# Seznam prezidentů Švýcarska
Toto je seznam prezidentů Švýcarska.

## 1848–1874
- 1848 – Jonas Furrer (1805–1861)
- 1849 – Jonas Furrer (1805–1861)
- 1850 – Henri Druey (1799–1855)
- 1851 – Josef Munzinger (1791–1855)
- 1852 – Jonas Furrer (1805–1861)
- 1853 – Wilhelm Matthias Naeff (1802–1881)
- 1854 – Friedrich Frey-Herosé (1801–1873)
- 1855 – Jonas Furrer (1805–1861)
- 1856 – Jakob Stämpfli (1820–1879)
- 1857 – Constant Fornerod (1819–1899)
- 1858 – Jonas Furrer (1805–1861)
- 1859 – Jakob Stämpfli (1820–1879)
- 1860 – Friedrich Frey-Herosé (1801–1873)
- 1861 – Melchior Josef Martin Knüsel (1813–1889)
- 1862 – Jakob Stämpfli (1820–1879)
- 1863 – Constant Fornerod (1819–1899)
- 1864 – Jakob Dubs (1822–1879)
- 1865 – Karl Schenk (1823–1895)
- 1866 – Melchior Josef Martin Knüsel (1813–1889)
- 1867 – Constant Fornerod (1819–1899)
- 1868 – Jakob Dubs (1822–1879)
- 1869 – Emil Welti (1825–1899)
- 1870 – Jakob Dubs (1822–1879)
- 1871 – Karl Schenk (1823–1895)
- 1872 – Emil Welti (1825–1899)
- 1873 – Paul Cérésole (1832–1905)
- 1874 – Karl Schenk (1823–1895)

## 1875–1899
- 1875 – Johann Jakob Scherer (1825–1878)
- 1876 – Emil Welti (1825–1899)
- 1877 – Joachim Heer (1825–1879)
- 1878 – Karl Schenk (1823–1895)
- 1879 – Bernhard Hammer (1822–1907)
- 1880 – Emil Welti (1825–1899)
- 1881 – Numa Droz (1844–1899)
- 1882 – Simeon Bavier (1825–1896)
- 1883 – Antoine Louis John Ruchonnet (1834–1893)
- 1884 – Emil Welti (1825–1899)
- 1885 – Karl Schenk (1823–1895)
- 1886 – Adolf Deucher (1831–1912)
- 1887 – Numa Droz (1844–1899)
- 1888 (do 27. listopadu) – Wilhelm Hertenstein (1825–1888)
- 1888 (od 27. listopadu jako zástupce) – Bernhard Hammer (1822–1907)
- 1889 – Bernhard Hammer (1822–1907)
- 1890 – Antoine Louis John Ruchonnet (1834–1893)
- 1891 – Emil Welti (1825–1899)
- 1892 – Walter Hauser (1837–1902)
- 1893 – Karl Schenk (1823–1895)
- 1894 – Emil Frey (1838–1922)
- 1895 – Josef Zemp (1834–1908)
- 1896 – Adrien Lachenal (1849–1918)
- 1897 – Adolf Deucher (1831–1912)
- 1898 – Eugène Ruffy (1854–1919)
- 1899 – Eduard Müller (1848–1919)

## 1900–1924
- 1900 – Walter Hauser (1837–1902)
- 1901 – Ernst Brenner (1856–1911)
- 1902 – Josef Zemp (1834–1908)
- 1903 – Adolf Deucher (1831–1912)
- 1904 – Robert Comtesse (1847–1922)
- 1905 – Marc-Emile Ruchet (1853–1912)
- 1906 – Ludwig Forrer (1845–1921)
- 1907 – Eduard Müller (1848–1919)
- 1908 – Ernst Brenner (1856–1911)
- 1909 – Adolf Deucher (1831–1912)
- 1910 – Robert Comtesse (1847–1922)
- 1911 – Marc-Emile Ruchet (1853–1912)
- 1912 – Ludwig Forrer (1845–1921)
- 1913 – Eduard Müller (1848–1919)
- 1914 – Arthur Hoffmann (1857–1927)
- 1915 – Giuseppe Motta (1871–1940)
- 1916 – Camille Decoppet (1862–1925)
- 1917 – Edmund Schulthess (1868–1944)
- 1918 – Felix-Louis Calonder (1863–1952)
- 1919 – Gustave Ador (1845–1928)
- 1920 – Giuseppe Motta (1871–1940)
- 1921 – Edmund Schulthess (1868–1944)
- 1922 – Robert Haab (1865–1939)
- 1923 – Karl Scheurer (1872–1929)
- 1924 – Ernest Chuard (1857–1942)

## 1925–1949
- 1925 – Jean-Marie Musy (1876–1952)
- 1926 – Heinrich Häberlin (1868–1947)
- 1927 – Giuseppe Motta (1871–1940)
- 1928 – Edmund Schulthess (1868–1944)
- 1929 – Robert Haab (1865–1939)
- 1930 – Jean-Marie Musy (1876–1952)
- 1931 – Heinrich Häberlin (1868–1947)
- 1932 – Giuseppe Motta (1871–1940)
- 1933 – Edmund Schulthess (1868–1944)
- 1934 – Marcel Pilet-Golaz (1889–1958)
- 1935 – Rudolf Minger (1881–1955)
- 1936 – Albert Meyer (1870–1953)
- 1937 – Giuseppe Motta (1871–1940)
- 1938 – Johannes Baumann (1874–1953)
- 1939 – Philipp Etter (1891–1977)
- 1940 – Marcel Pilet-Golaz (1889–1958)
- 1941 – Ernst Wetter (1877–1963)
- 1942 – Philipp Etter (1891–1977)
- 1943 – Enrico Celio (1889–1980)
- 1944 – Walter Stampfli (1884–1965)
- 1945 – Eduard von Steiger (1881–1962)
- 1946 – Karl Kobelt (1891–1968)
- 1947 – Philipp Etter (1891–1977)
- 1948 – Enrico Celio (1889–1980)
- 1949 – Ernst Nobs (1886–1957)

## 1950–1974
- 1950 – Max Petitpierre (1899–1994)
- 1951 – Eduard von Steiger (1881–1962)
- 1952 – Karl Kobelt (1891–1968)
- 1953 – Philipp Etter (1891–1977)
- 1954 – Rodolphe Rubattel (1896–1961)
- 1955 – Max Petitpierre (1899–1994)
- 1956 – Markus Feldmann (1897–1958)
- 1957 – Hans Streuli (1892–1970)
- 1958 – Thomas Holenstein (1896–1962)
- 1959 – Paul Chaudet (1904–1977)
- 1960 – Max Petitpierre (1899–1994)
- 1961 – Friedrich Traugott Wahlen (1899–1985)
- 1962 – Paul Chaudet (1904–1977)
- 1963 – Willy Spühler (1902–1990)
- 1964 – Ludwig von Moos (1910–1990)
- 1965 – Hans-Peter Tschudi (1913–2002)
- 1966 – Hans Schaffner (1908–2004)
- 1967 – Roger Bonvin (1907–1982)
- 1968 – Willy Spühler (1902–1990)
- 1969 – Ludwig von Moos (1910–1990)
- 1970 – Hans-Peter Tschudi (1913–2002)
- 1971 – Rudolf Gnägi (1917–1985)
- 1972 – Nello Celio (1914–1995)
- 1973 – Roger Bonvin (1907–1982)
- 1974 – Ernst Brugger (1914–1998)

## 1975–1999
- 1975 – Pierre Graber (1908–2003)
- 1976 – Rudolf Gnägi (1917–1985)
- 1977 – Kurt Furgler (*1924)
- 1978 – Willy Ritschard (1918–1983)
- 1979 – Hans Hürlimann (1918–1994)
- 1980 – Georges-André Chevallaz (1915–2002)
- 1981 – Kurt Furgler (*1924)
- 1982 – Fritz Honegger (1917–1999)
- 1983 – Pierre Aubert (*1927)
- 1984 – Leon Schlumpf (*1925)
- 1985 – Kurt Furgler (*1924)
- 1986 – Alphons Egli (*1924)
- 1987 – Pierre Aubert (*1927)
- 1988 – Otto Stich (*1927)
- 1989 – Jean-Pascal Delamuraz (1936–1998)
- 1990 – Arnold Koller (*1933)
- 1991 – Flavio Cotti (1939–2020)
- 1992 – René Felber (1933–2020)
- 1993 – Adolf Ogi (*1942)
- 1994 – Otto Stich (*1927)
- 1995 – Kaspar Villiger (*1941)
- 1996 – Jean-Pascal Delamuraz (1936–1998)
- 1997 – Arnold Koller (*1933)
- 1998 – Flavio Cotti (1939–2020)
- 1999 – Ruth Dreifuss (*1940)

## 2000–2024
- 2000 – Adolf Ogi (*1942)
- 2001 – Moritz Leuenberger (*1946)
- 2002 – Kaspar Villiger (*1941)
- 2003 – Pascal Couchepin (*1942)
- 2004 – Joseph Deiss (*1946)
- 2005 – Samuel Schmid (*1947)
- 2006 – Moritz Leuenberger
- 2007 – Micheline Calmyová-Reyová (* 1945)
- 2008 – Pascal Couchepin
- 2009 – Hans-Rudolf Merz (*1942)
- 2010 – Doris Leuthardová (*1963)
- 2011 – Micheline Calmyová-Reyová
- 2012 – Eveline Widmer–Schlumpf (*1956)
- 2013 – Ueli Maurer (*1950)
- 2014 – Didier Burkhalter (*1960)
- 2015 – Simonetta Sommarugaová (*1960)
- 2016 – Johann Schneider-Ammann (*1952)
- 2017 – Doris Leuthardová
- 2018 – Alain Berset (*1972)
- 2019 – Ueli Maurer
- 2020 – Simonetta Sommarugaová
- 2021 – Guy Parmelin
- 2022 – Ignazio Cassis (*1961)
- 2023 – Alain Berset
- 2024 – Viola Amherdová

## od 2025
- 2025 – Karin Keller-Sutterová